# قانون دولون–پتی
قانون دولون-پتی قانونی است که توسط فیزیک‌دان فرانسوی پیر لویس دولون و آلکس ترزه پتی و در سال ۱۸۱۹ ارائه شد، این قاعده با آنکه تقریبی است پذیرفته شده، و بیان می‌دارد، گرمای لازم برای بالابردن دمای یک مول از هر کدام از فلزات به مقدار یک درجه سلسیوس (یا یک کلوین) اندازه ثابت و یکسانی است و برخلاف ویژگی‌های ذاتی دیگر ماده (مانند ضریب انبساط طولی، ظرفیت گرمایی و گرمای ویژه یا ظرفیت گرمایی ویژه و ... ) به جنسشان بستگی ندارد.
این قانون، ظرفیت گرمایی ویژه بلورها ناشی از ارتعاشات شبکه آن‌ها را به صورت تجربی بیان می‌کند.
بر طبق این قانون، ظرفیت گرمایی ویژه تمام بلورها مستقل از ماهیت بلور، برابر است با:
{\displaystyle C_{m}={\frac {3R}{M}}} (بر حسب J·K-۱·kg-۱).
که در آن R ثابت گازها و M جرم مولی ماده است.